# Heather Locklear
Heather Deen Locklear, (Westwood, 25 de setembro de 1961) é uma atriz norte-americana. Atuou em Paixão de Aluguel ao lado de Hilary Duff e Chris Noth, mas ficou famosa mesmo participando da série Carro Comando nos anos 1980, e de Melrose nos anos 1990.
Fez participações nos seriados Hannah Montana como Heather Truscott, mãe de Lilly, e no seriado Two and a Half Men como a advogada Laura.

## Vida pessoal
Foi casada com Tommy Lee, baterista da banda de hard rock Mötley Crüe, de quem se divorciou em 1993. No ano seguinte, casou-se com Richie Sambora, guitarrista da banda de hard rock Bon Jovi, com quem teve uma filha - Ava Elizabeth Sambora. A relação com Richie durou até 2007, quando se divorciaram. 

## Filmografia
| Ano  | Titulo                                | Personagem                       | Notas |
| ---- | ------------------------------------- | -------------------------------- | ----- |
| 1981 | The Return of the Beverly Hillbillies | Catherine                        |       |
| 1984 | Firestarter                           | Victoria 'Vicky' Tomlinson McGee |       |
| 1989 | The Return of Swamp Thing             | Abby Arcane                      |       |
| 1991 | The Big Slice                         | Tanya                            |       |
| 1993 | Wayne's World 2                       | Mesma                            |       |
| 1994 | Melrose Place                         | Amanda Woodward                  |       |
| 1996 | The First Wives Club                  | Sharon                           |       |
| 1997 | Double Tap                            | Kat Shaw                         |       |
| 1997 | Tudo por Dinheiro                     | Grace Cipriani                   |       |
| 1999 | Spin City                             | Caitlin Moore                    |       |
| 2003 | Looney Tunes: Back in Action          | Dusty Tails                      |       |
| 2003 | Uptown Girls                          | Roma                             |       |
| 2005 | The Perfect Man                       | Jean Hamilton                    |       |
| 2006 | Mr Washboard Stomach                  | Sabrina Townsend                 |       |
| 2007 | Sydney White                          | Cassie                           |       |
| 2007 | Angels Fall                           | Reece                            |       |
| 2008 | Flirting with Forty                   | Jackie Laurens                   |       |
| 2009 | Flying By                             |                                  |       |
| 2009 | Melrose Place                         | Amanda Woodward                  |       |
| 2013 | Scary Movie 5                         | Barbara                          |       |